# Президент Национальной академии наук Азербайджана
Президент Национальной академии наук Азербайджана — глава Национальной академии наук Азербайджана, который избирается президиумом Национальной академии наук Азербайджана и утверждается президентом Азербайджана, возглавляет академию, организует  и направляет деятельность президиума. Несёт личную ответственность за выполнение функций и обязанностей Академии.

## Список
| №  | Президент                                 | Фото | Вступил в должность | Оставил должность |
| -- | ----------------------------------------- | ---- | ------------------- | ----------------- |
| 1  | Миркасимов, Мир Асадулла Мир Алескер оглы |      | 1945                | 1947              |
| 2  | Мамедалиев, Юсиф Гейдар оглы              |      | 1947                | 1950              |
| 3  | Алиев, Муса Мирза оглы                    |      | 1950                | 1958              |
| 4  | Мамедалиев, Юсиф Гейдар оглы              |      | 1958                | 1961              |
| 5  | Халилов, Захид Исмаил оглы                |      | 1961                | 1967              |
| 6  | Рустам Гаджиали оглы Исмаилов             |      | 1967                | 1970              |
| 7  | Гасан Мамедбагир оглы Абдуллаев           |      | 1970                | 1983              |
| 8  | Эльдар Юнис оглы Салаев                   |      | 1983                | 1997              |
| 9  | Фарамаз Газанфар оглы Максудов            |      | 1997                | 2000              |
| 10 | Махмуд Керим оглы Керимов                 |      | 2001                | 2013              |
| 11 | Акиф Агамехти оглы Ализаде                |      | 24 апреля 2014      | 22 октября 2019   |
| 12 | Мехтиев, Рамиз Энвер оглы                 |      | 23 октября 2019     | 14 февраля 2022   |